# Lahnmarmor

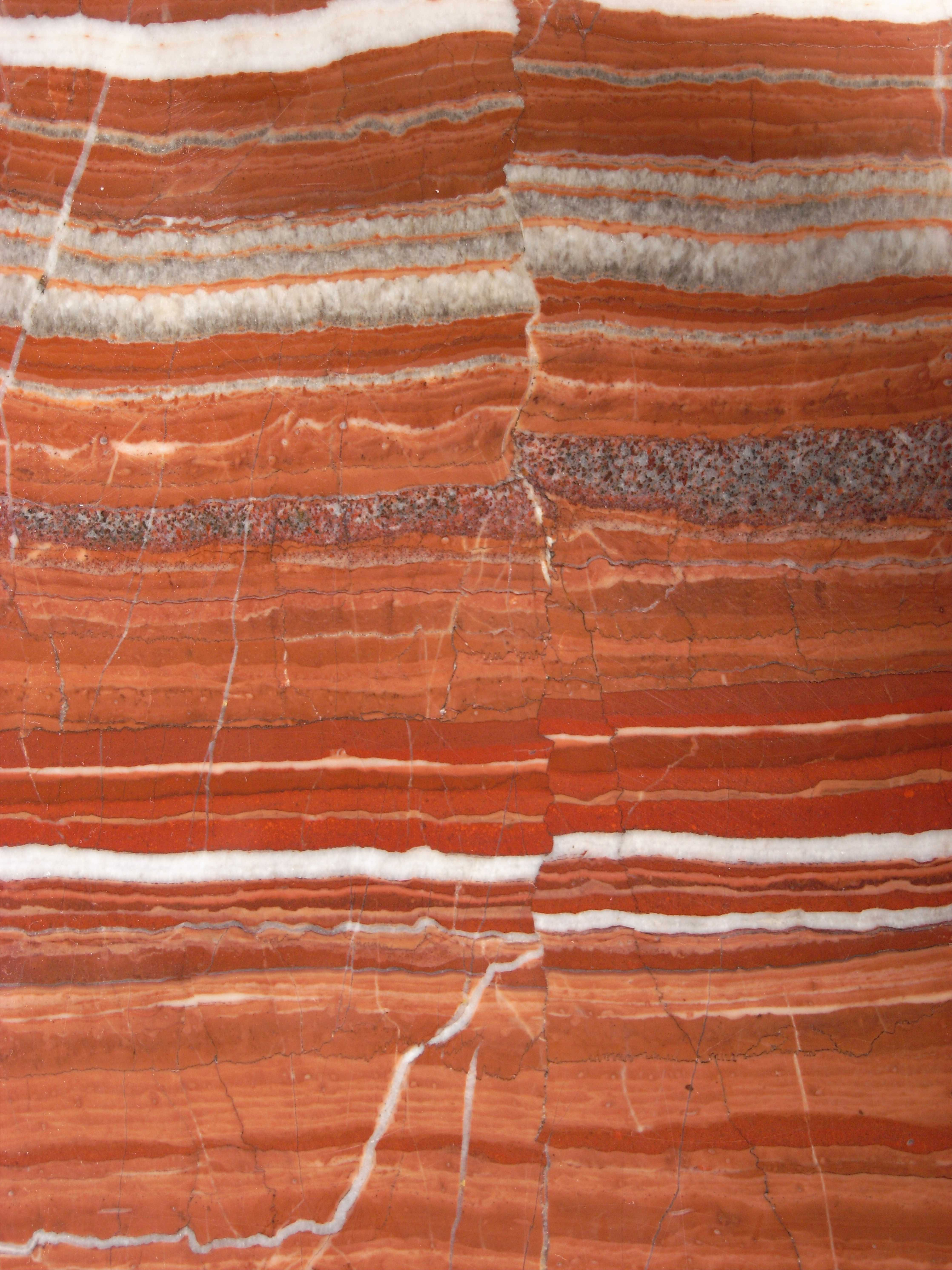
Polierte Schnittfläche von Lahnmarmor aus Gaudernbach

Als Lahnmarmor (früher Nassauer Marmor genannt) werden polierbare Kalksteine des Mitteldevons im Südosten des Rheinischen Schiefergebirges zusammengefasst. Zentren der Gewinnung waren Balduinstein, Diez (beide Rhein-Lahn-Kreis, Rheinland-Pfalz), Villmar und Schupbach (beide Landkreis Limburg-Weilburg, Hessen). Der Abbau dieses auch international nachgefragten Natursteins reicht nachweislich bis in das 16. Jahrhundert zurück.

## Petrographie und Verbreitung

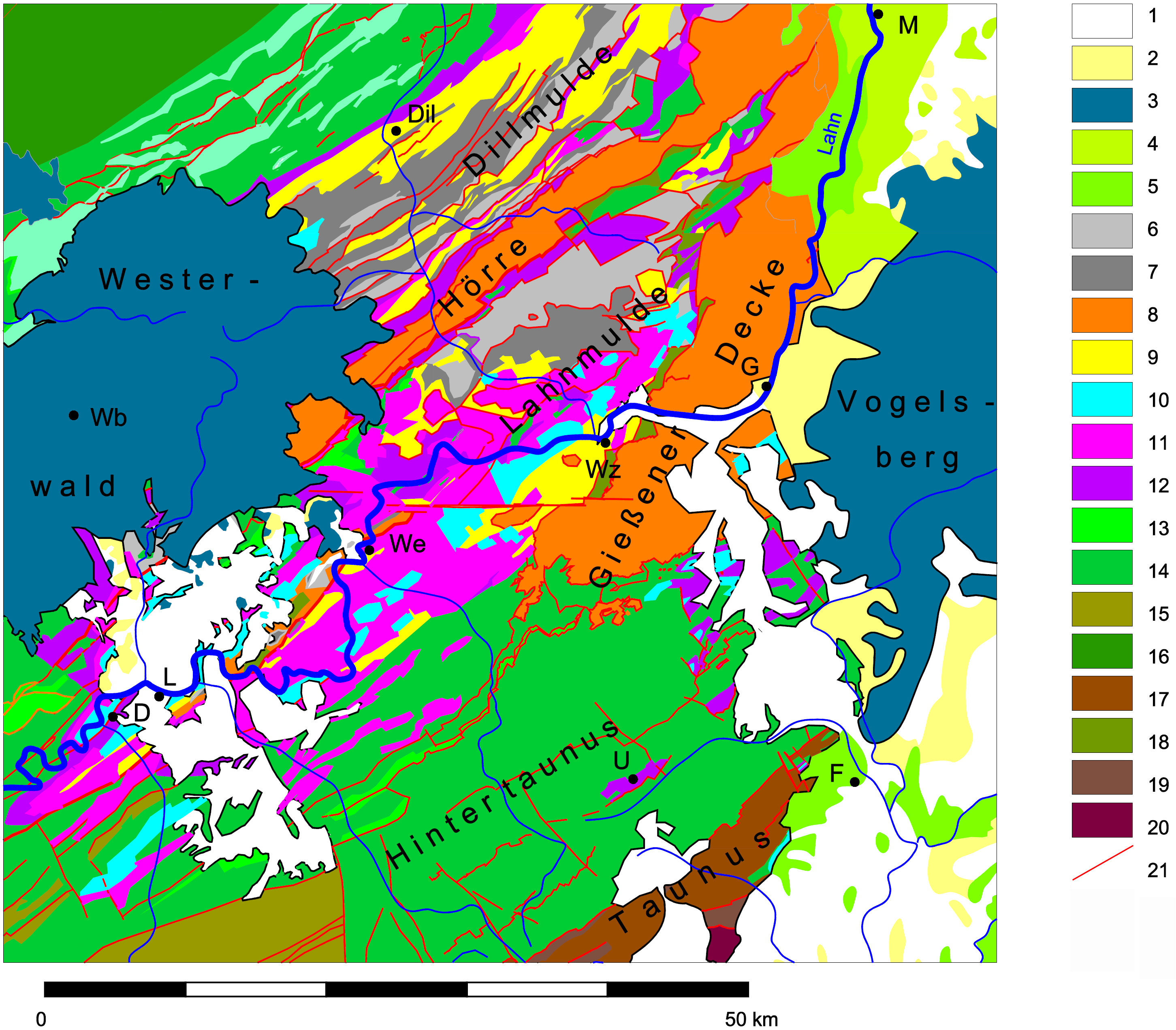
Geologische Karte der Lahnmulde, Kalkvorkommen in Türkis

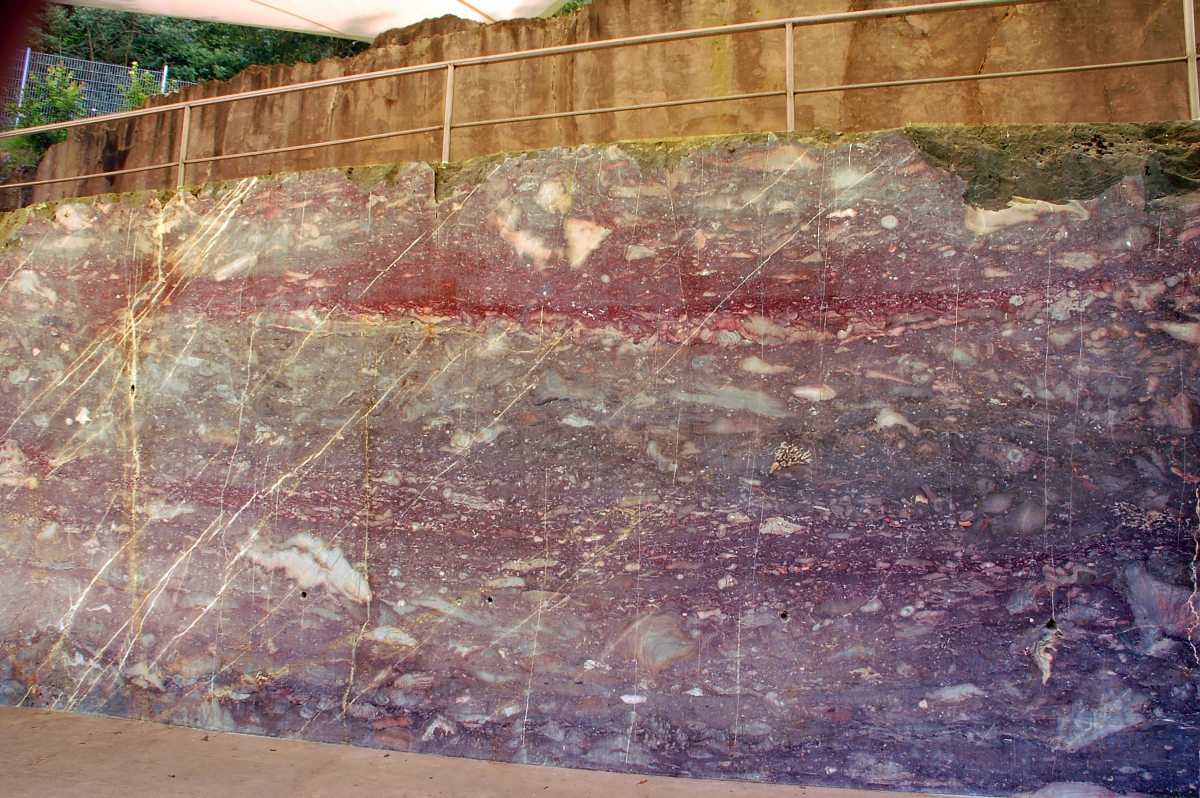
Polierte Abbaufront im Steinbruch Unica

Die Bezeichnung „Marmor“ ist petrographisch (gesteinskundlich) inkorrekt, da dieses Karbonatgestein nicht metamorph überprägt ist. Stattdessen wird „Marmor“ hier als Kulturbegriff für polierbare Kalksteine mit marmorierter Textur verwendet.
Die lebhaft strukturierten Lahnmarmore treten in den Farben schwarz und grau (gefärbt durch Kohlenstoff), rot und zahlreichen weiteren Farben (überwiegend gefärbt durch Eisenminerale), selten sogar weiß auf. Teilweise sind dichte Einlagerungen von Hämatit prägnant sichtbar.
Alle Lahnmarmore sind 380 Millionen Jahre alte biogene Sedimentgesteine. Bei vielen dieser Gesteine handelt es sich um sogenannte Massenkalke aus den Resten riffbildender Organismen. Hauptriffbildner waren Stromatoporen, eine ausgestorbene Tiergruppe, die systematisch zumeist zu den Schwämmen gestellt wird. Weitere häufige Fossilien im Gestein sind Meeresschnecken sowie tabulate und rugose Korallen. Ferner enthalten sind Dinoflagellaten, Foraminiferen, nicht-stromatoporide Schwämme, Goniatiten, Trilobiten, Ostrakoden, Bryozoen, Brachiopoden, Echinodermen und weitere. Schon damals zu einem relativ soliden Kalkstein zementiert wurden die Riffe vor allem durch die Tätigkeit von Cyanobakterien. Die heutige Textur und Härte des Gesteins bildete sich jedoch erst nachfolgend durch diagenetische Prozesse heraus.
Regionalgeologisch befinden sich die Lahnmarmor-Vorkommen in der Lahnmulde, einer tektonischen Großstruktur am Südost-Rand des Rheinischen Schiefergebirges zwischen Westerwald und Taunus.

## Geschichte des Abbaus

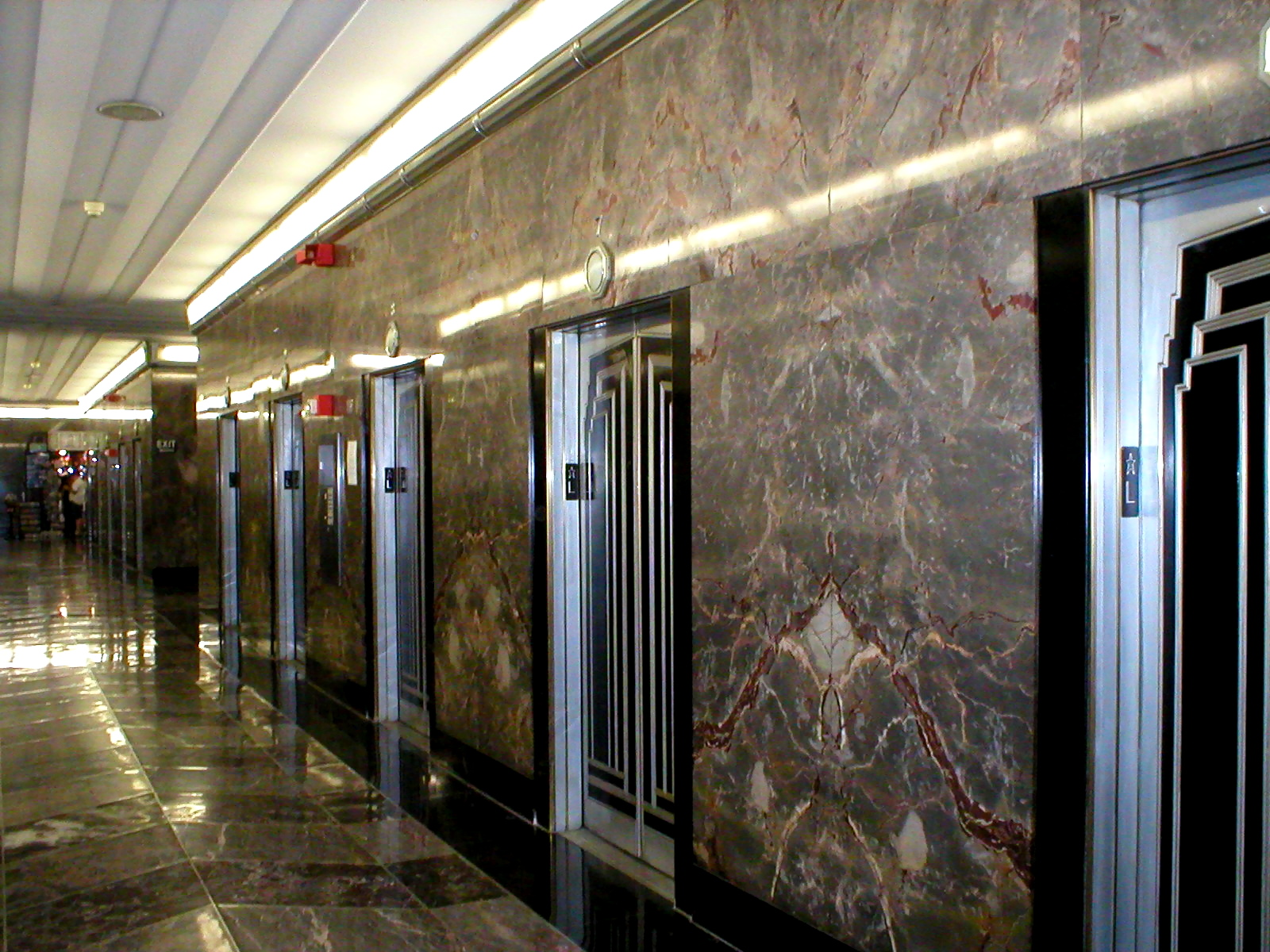
Empire State Building: Wandverkleidung aus Lahnmarmor um die Aufzüge im Foyer

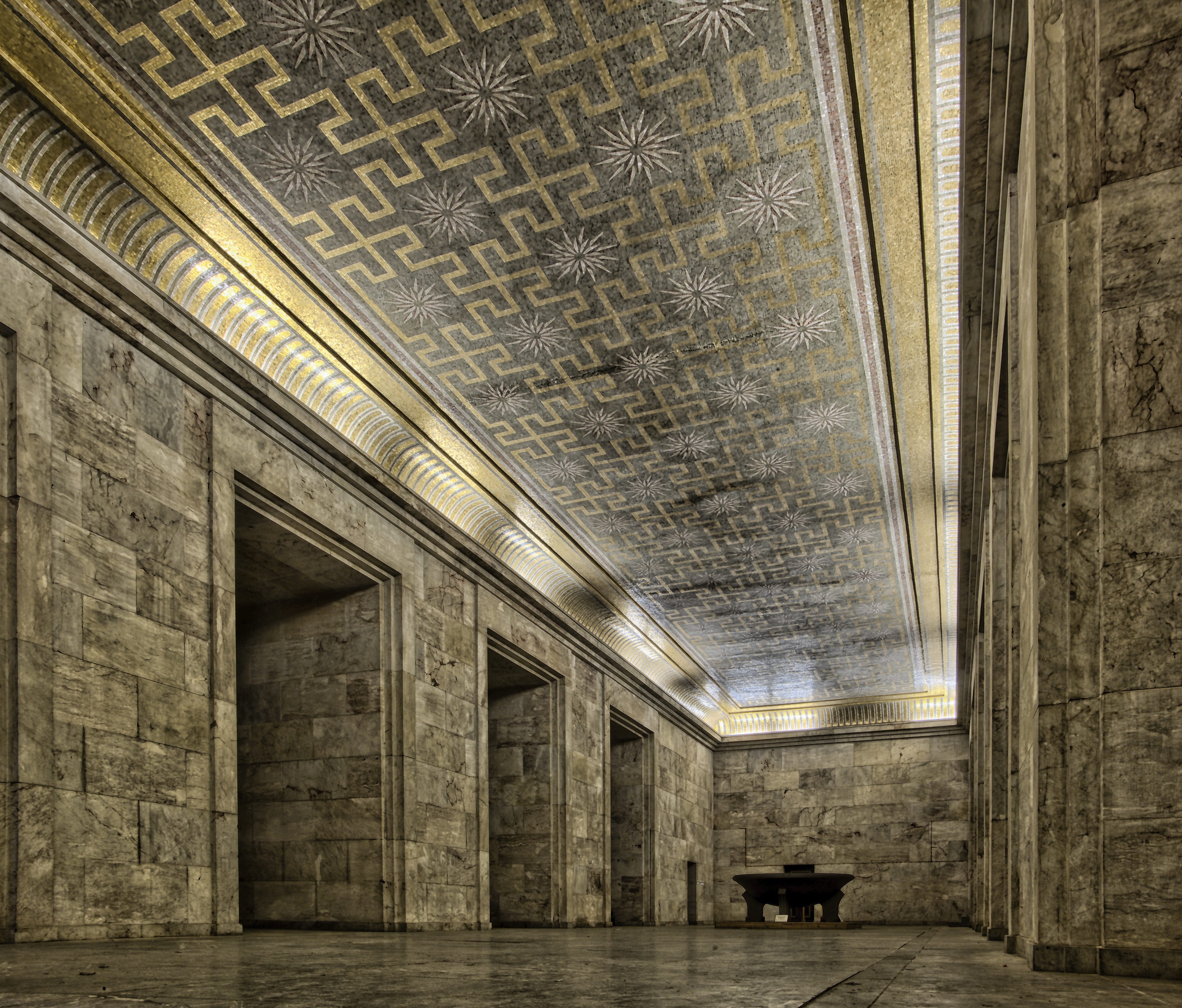
Goldener Saal in Nürnberg

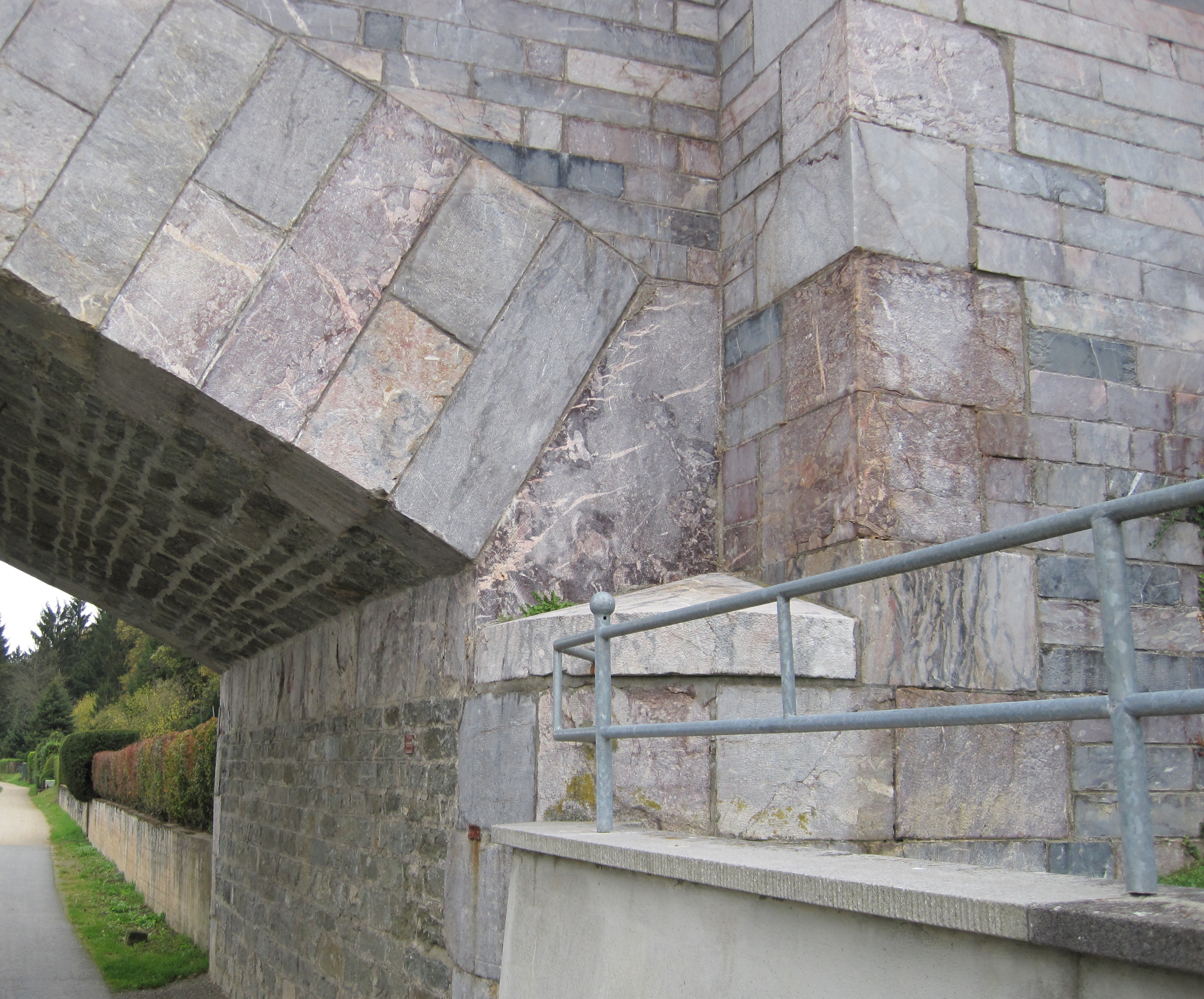
Marmorbrücke in Villmar im Detail

Die Gewinnung und Verwendung von Lahnmarmoren ist über einen Zeitraum von ca. 400 Jahren dokumentiert. Für diesen Zeitraum sind über 100 Gewinnungsstellen nachgewiesen, die sich untereinander in Farbe und Struktur signifikant unterscheiden. Einige Steinbrüche erbrachten mehrere Sorten, im Fall des Steinbruchs Bongard handelt es sich um etwa 15 verschiedene Arten. Aus diesem Grund sind heute bestimmte Lahnmarmorsorten an historischen Objekten sehr schwer zu identifizieren. Zu den frühesten Abbaugebieten der Lahnmarmore zählen die Gegend um Villmar (16. Jahrhundert) sowie die Umgebung von Schupbach (17. Jahrhundert). Vermehrte Zahlen von Anwendungen des Materials aus den Brüchen um Villmar sind ab dem 18. Jahrhundert überliefert. Dazu zählt u. a. die Benediktinerabtei St. Matthias in Trier.

Der Beginn des Abbaus um Schupbach ist nicht genau geklärt. In Chronikaufzeichnungen zwischen 1610 und 1612 wird „schwarzer Marmor“ von diesem Ort genannt. Seit dem Jahr 1678 lebte in Schupbach und Gaudernbach die Steinmetzfamilie Weidemann, mit der die Bekanntheit der dort gewonnenen Sorten zunahm.

Aus einem Steinbruch bei Katzenelnbogen lieferte dessen Betreiber 1715 acht Pfeiler für die Kapelle der Würzburger Kathedrale.
Zahlreiche Hinweise ergeben sich aus der Geschichte des Gefängnisses in Diez. Dort bearbeiteten im 18. und 19. Jahrhundert Gefangene in großem Umfang die in der Region gewonnenen Kalksteine. Dadurch wurde Diez für über 100 Jahre zu einem Zentrum der Lahnmarmorverarbeitung. Beispielsweise stammen aus dieser Produktion ein Brunnen (1835–1837) für den Marktplatz von Idstein oder der Sockel (1836) des Gutenberg-Denkmals in Mainz. Bemerkenswert sind zehn im Diezer Gefängnis gefertigte Grenzsäulen für das Herzogtum Nassau, die in zwei zeitlichen Etappen 1825 und 1827 aufgestellt wurden. Nach der Vereinigung mit dem Gefängnis von Weilburg im Jahr 1811 beherrschte die Produktion in Diez den Markt der Lahnmarmore. Trotz der bekannten hohen Sterberate im Diezer Gefängnis trat dieses als Aussteller auf der Weltausstellung von 1851 in London mit umfangreicher Musterpräsentation auf. Als die preußische Verwaltung das Gefängnis 1880 privatisierte, übernahmen die Gebrüder Hergenhahn die inzwischen sehr bekannte Steinverarbeitung. Seit dieser Zeit weitete sich der Absatzmarkt auf das gesamte Deutsche Reich und zu überseeischen Abnehmern aus.
Zur Periode der umfangreichsten Anwendung von Lahnmarmoren gehört nach heutiger Kenntnis das 19. und die erste Hälfte des 20. Jahrhunderts. Moderne Maschineninvestitionen und umsichtige Aktivitäten, beispielsweise durch den Marmorunternehmer G. Joerissen, ermöglichten eine erfolgreiche Verarbeitung und überregionale Verbreitung zahlreicher Sorten. Zu nennen sind hier auch die Marmorwerke Balduinstein (Guido Krebs) und deren späterer Inhaber W. Thust.

Im Goldenen Saal von Albert Speer in Nürnberg, dem einzig fertiggestellten Innenraum auf dem nationalsozialistischen Reichsparteitagsgelände, sind die Wände aus cremefarbigem (mit roten Ausblutungen), der Boden aus dunkelgrauem Lahnmarmor gefertigt.
Die Bedeutung der Vorkommen wurde so hoch eingeschätzt, dass auch während des Zweiten Weltkriegs eine Gewinnung stattfand. Aus dieser Zeit sind Lieferungen (1940) aus Balduinsteiner Grau für den Kassenbereich im Gebäude der Reichshauptbank von Heinrich Wolff in Berlin belegt.
Der Abbau und die Verarbeitung von Lahnmarmor endeten im Jahr 1970. Für technische Zwecke besteht bis heute an einigen Stellen weiterhin ein aktiver Kalksteinabbau.
Römerzeitliche Anwendungen von Lahnmarmor in Xanten sind 1997 vermutet, aber nach näheren Untersuchungen (2006) bisher nicht nachgewiesen worden.

## Verwendung

Standbild des „Brückenheiligen“ Nepomuk aus Wirbelau-Marmor von Karl Matthäus Winter auf der Marmorbrücke

Neben der Marmorbrücke in Villmar und der Ausstattung des Weilburger Schlosses ist Lahnmarmor beispielsweise für das Foyer des New Yorker Empire State Buildings, für den Palast des Maharadschas von Tagore, für die St. Petersburger Eremitage und für den Kreml in Moskau verwendet worden. Außerdem wurden der Berliner, Würzburger und Mainzer Dom sowie die Klosterkirche Amorbach damit ausgestattet. Er fand ferner Verwendung beim einzigen Apostelgrab nördlich der Alpen in der Trierer Benediktinerabtei St. Matthias. In Wiesbaden sind zudem zahlreiche Prachtbauten mit Lahnmarmor geschmückt. Steinbildhauer verwendeten häufig den Wirbelau-Marmor für Skulpturen, der zur Gruppe der Lahnmarmore zählt.
Das Foyer des Museums Wiesbaden ist eines der vielen repräsentativen Beispiele für die Anwendung der Lahnmarmore. Obwohl die Vorkommen noch nicht erschöpft sind, wird der Werksteinabbau wegen ökonomischen und spezifischen Nachfragebedingungen gegenwärtig nicht betrieben.

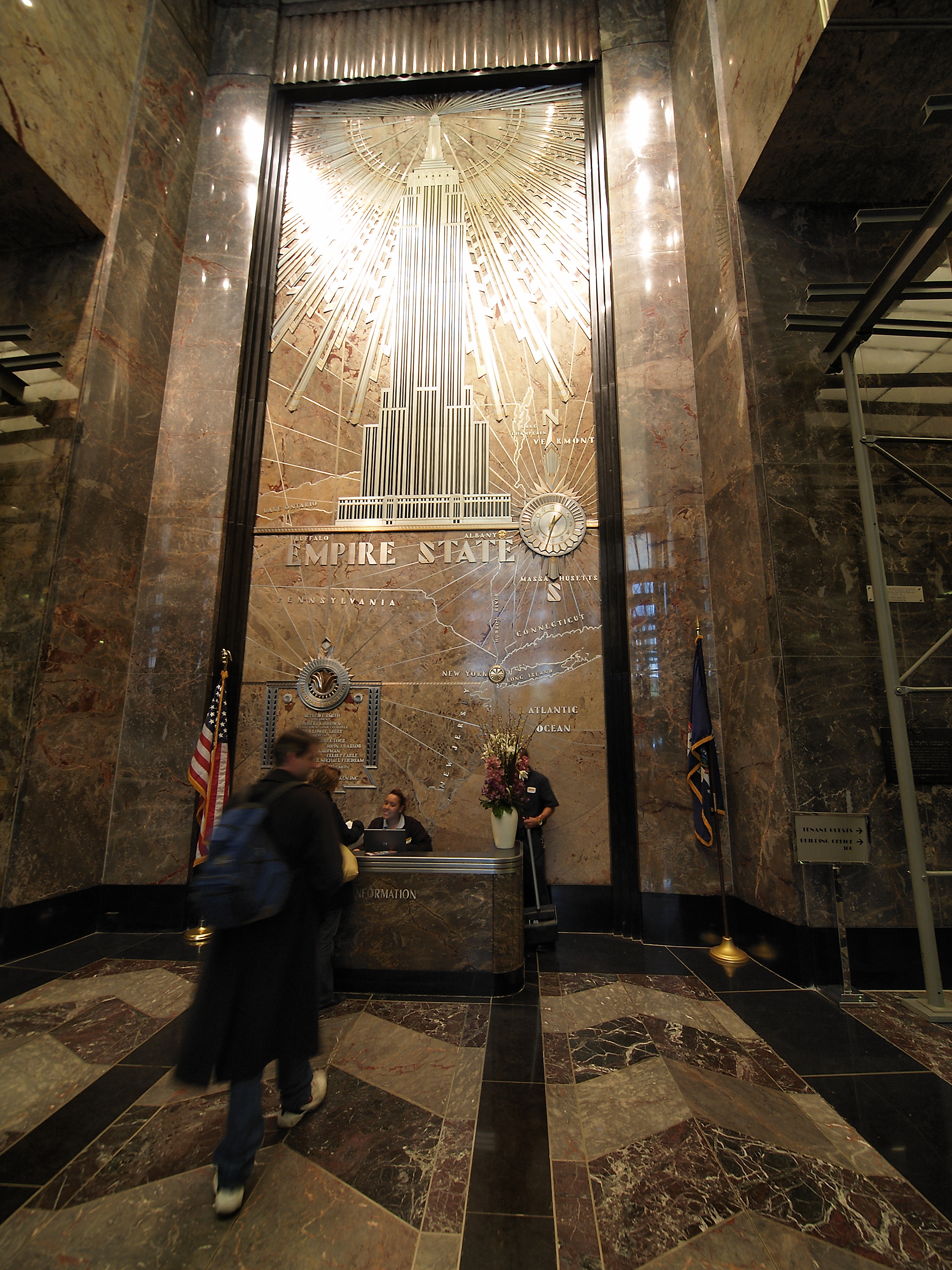
Foyer des Empire State Building
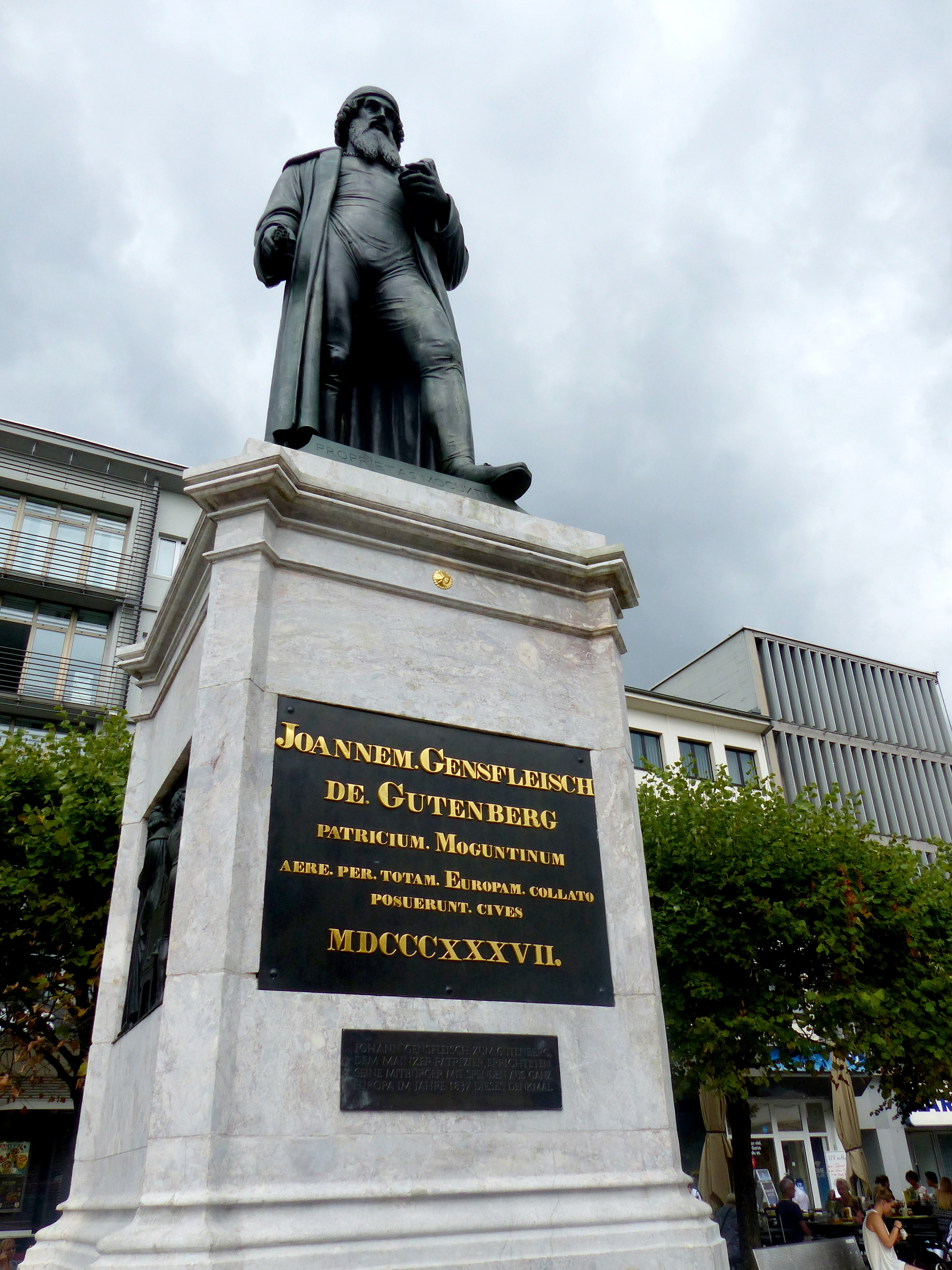
Der Sockel des Gutenberg-Denkmals ist aus Lahnmarmor
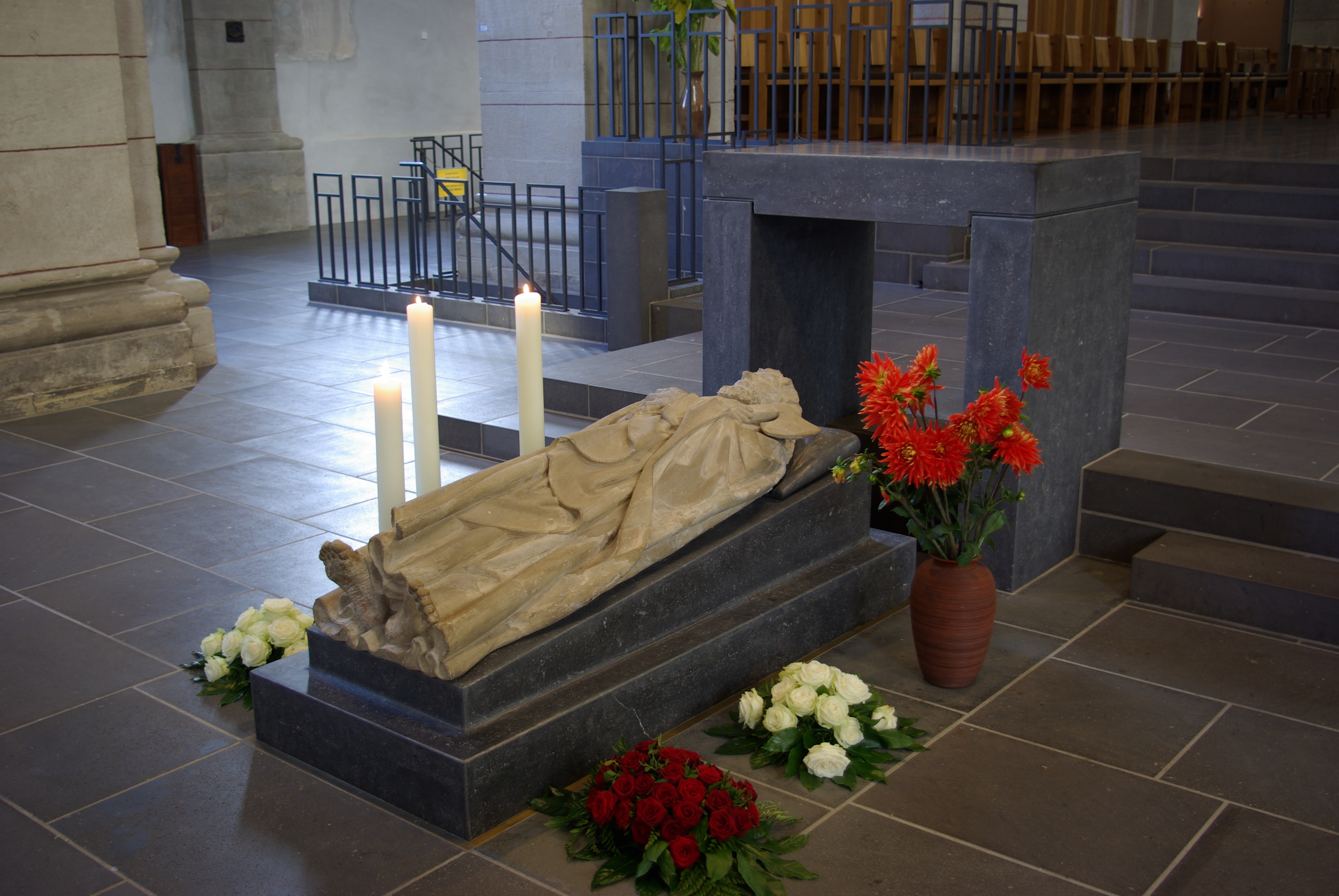
Grab des Apostels Matthias: dunkle Bestandteile des Grabes und Altar sind aus Lahnmarmor
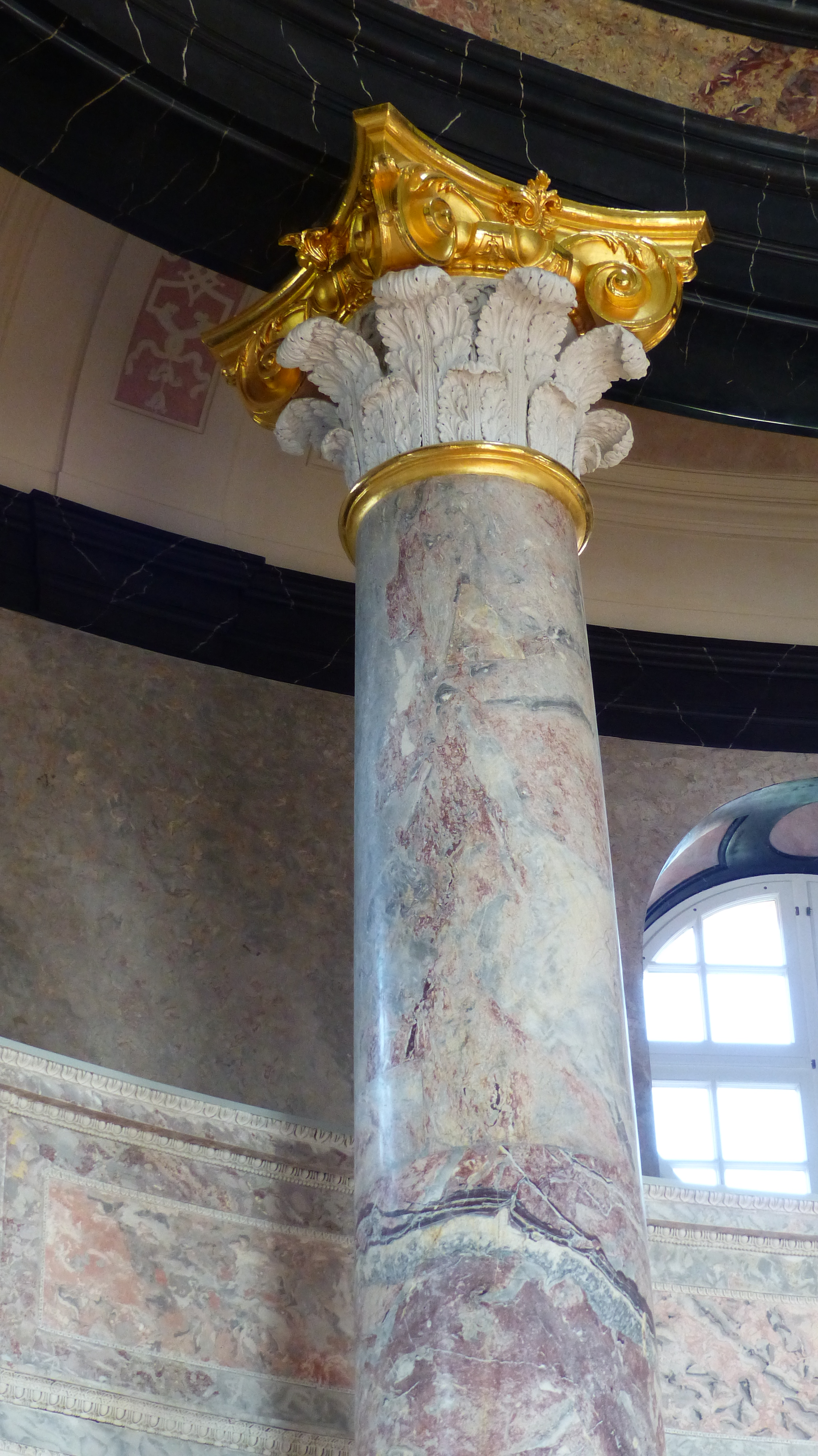
Säule und Wandverkleidung im Wiesbadener Schloss Biebrich
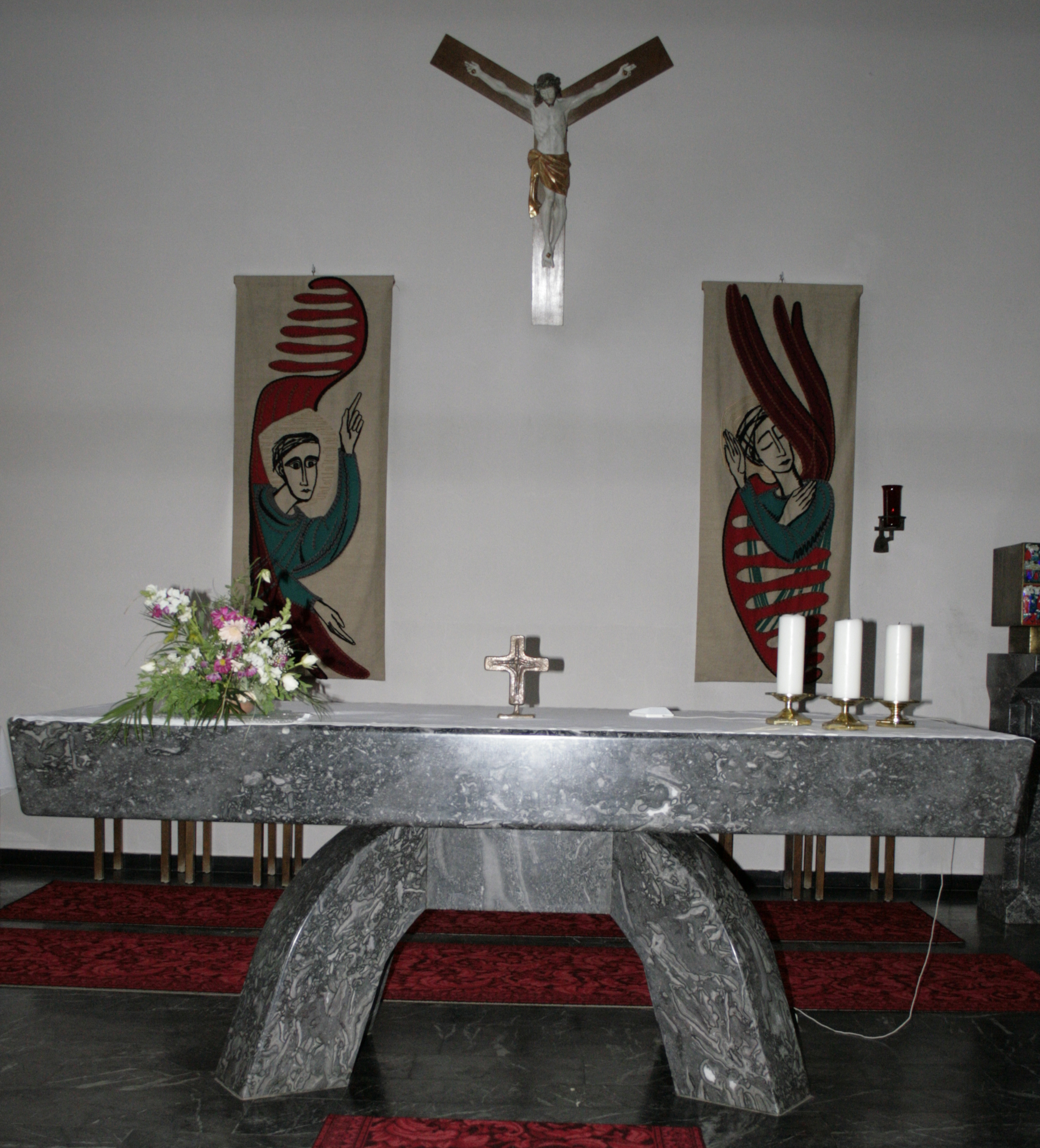
Altar in Ahlbach aus Wirbelau-Marmor
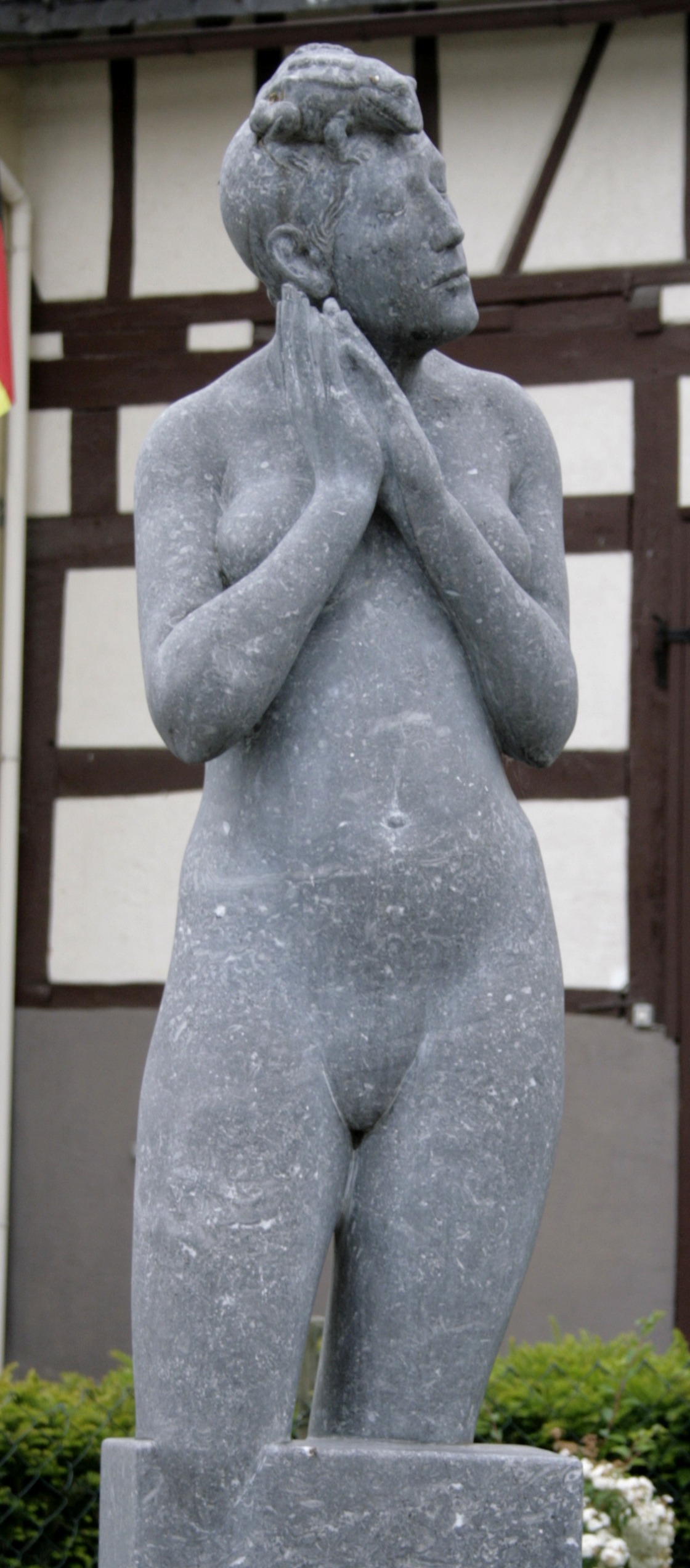
Gretchen aus Wirbelau-Marmor in Wirbelau von Karl Matthäus Winter
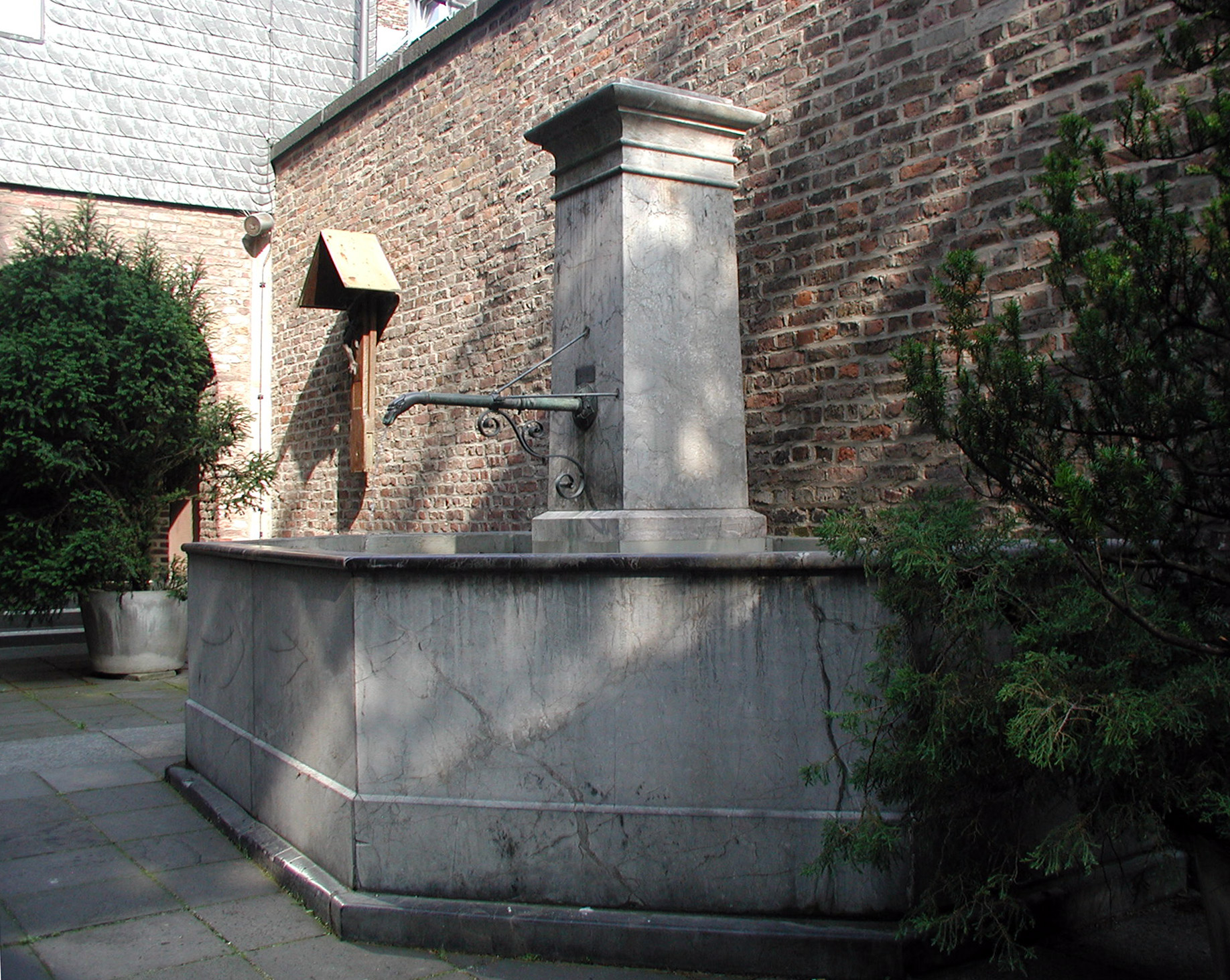
Ehemaliger Laufbrunnen (1829) aus Villmar, heute ein Kölner Brunnen
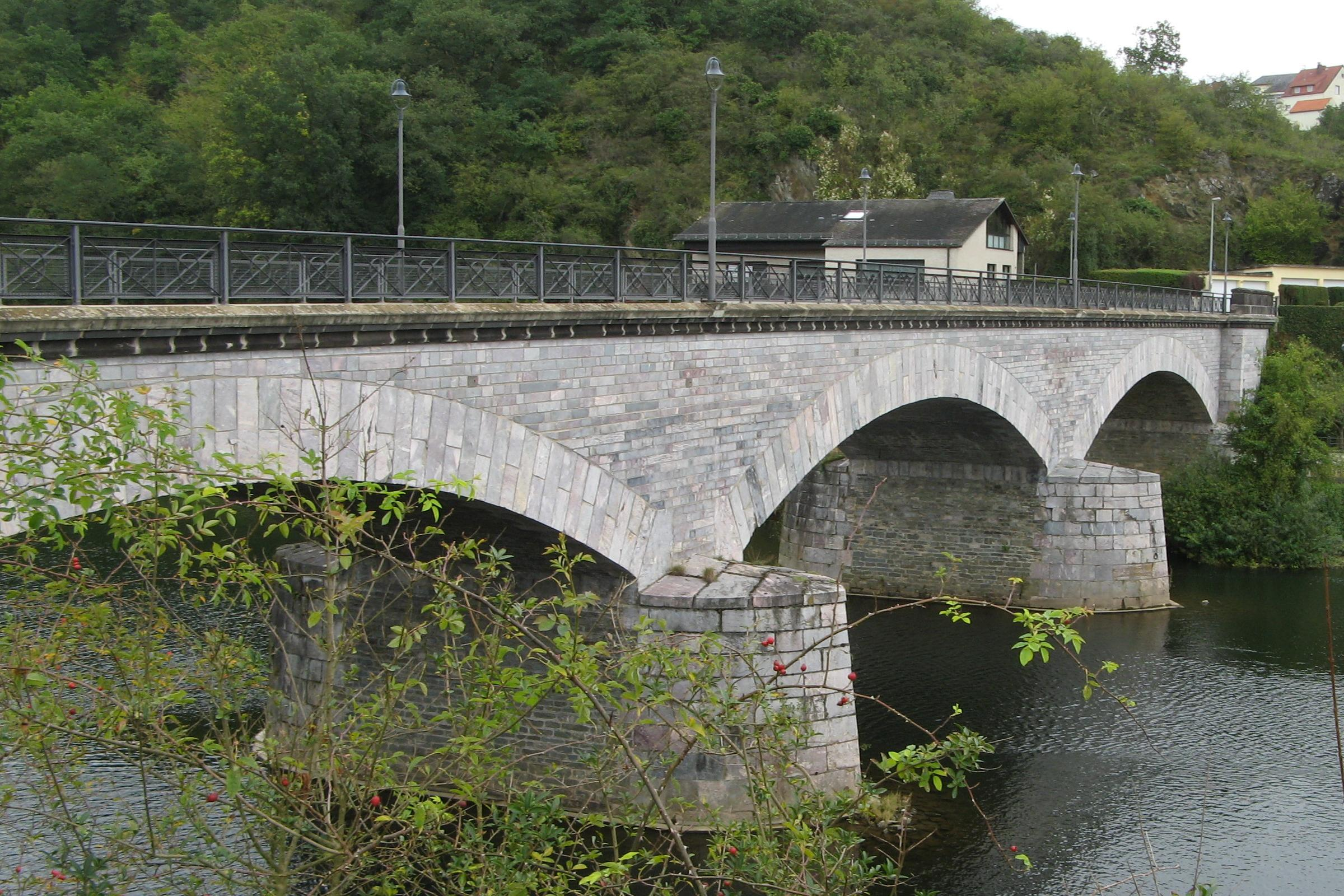
Marmorbrücke in Villmar
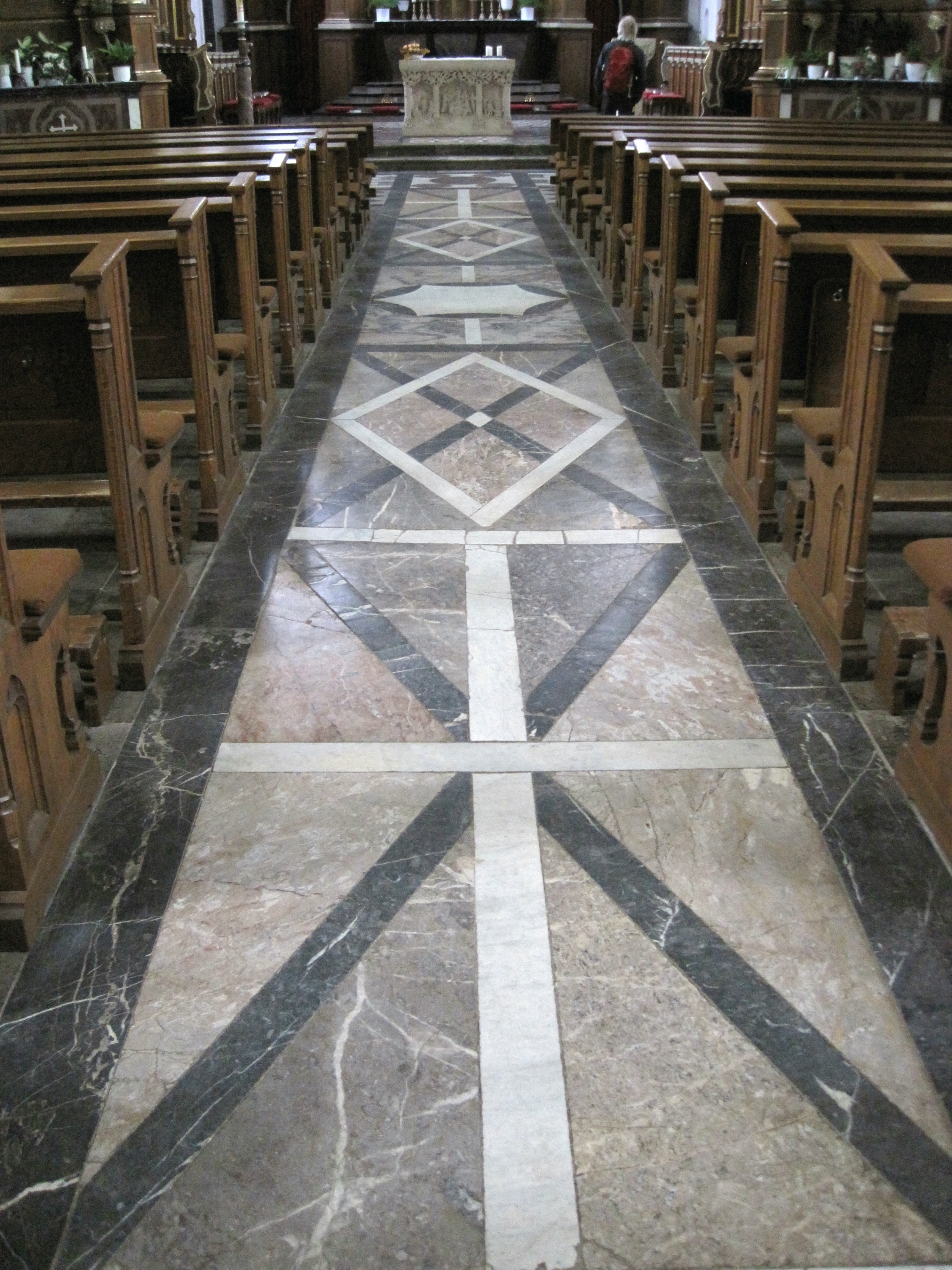
Boden aus Lahnmarmor in St. Peter und Paul, Villmar
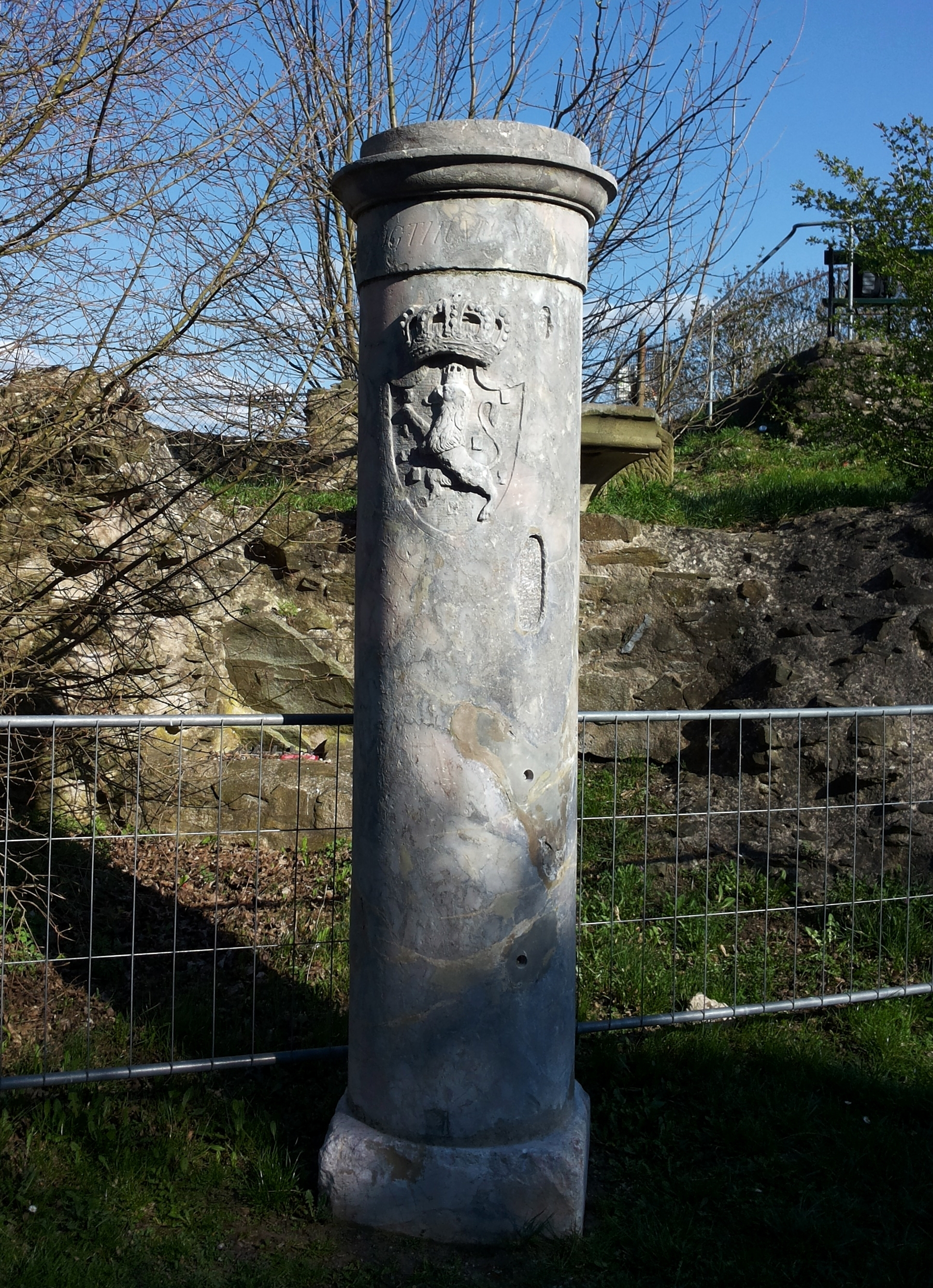
Grenzsäule des Herzogtums Nassau, Dillenburg

## Ausgewählte Lahnmarmorsorten

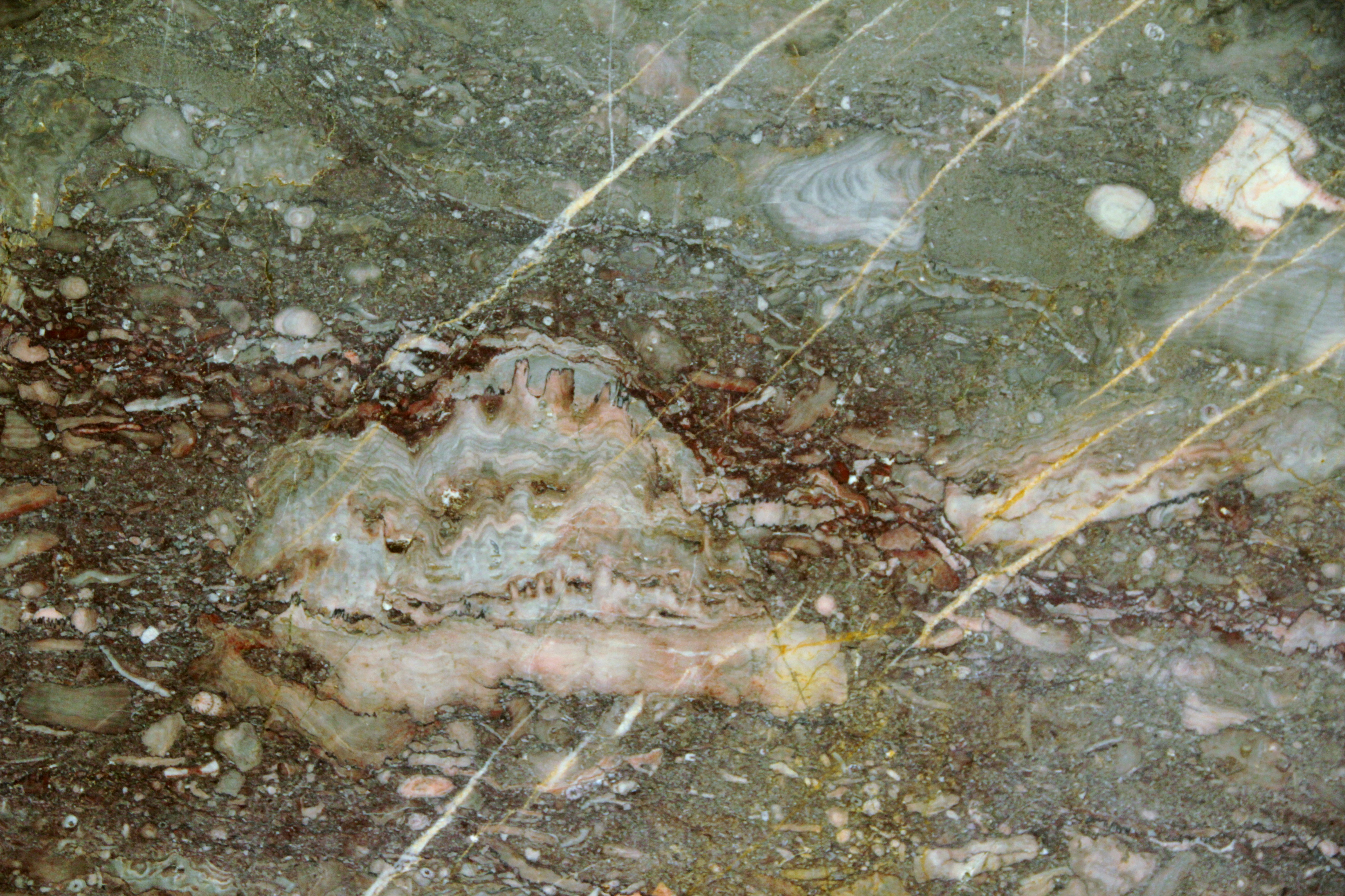
Nahaufnahme des Stromatoporenriffs im Steinbruch Unica

Mit dem seit Ende des 16. Jahrhunderts nachweislich betriebenen und bis etwa 1970 fortgeführten Werksteinabbau in den Regionen um Limburg, Weilburg und Wetzlar entwickelten sich für diese texturell und farbig meist lebhaften Dekorationsgesteine nach und nach zahlreiche Sortennamen, die sowohl Ortsbezeichnungen als auch Fantasienamen darstellen. Bis 2008 waren 125 diesbezügliche Handelsnamen bekannt geworden. In schriftlichen Quellen bis zu Beginn des 19. Jahrhunderts war es dagegen üblich, allgemein von Nassauischem Marmor zu berichten.
- Bongard (verschiedene Sortierungen mit Zusatzbezeichnung) bei Villmar
- Brunhildenstein  bei Gaudernbach
- Edelfels-Marmor bei Heistenbach
- Grafenstein bei Gaudernbach
- Kölken bei Schupbach
- Korallenfels bei Schupbach
- Nassauer Violett bei Aumenau
- Rojizonazo bei Gaudernbach
- Schupbacher Kalkstein (Typ Schupbach Schwarz) bei Schupbach
- Schupbacher Kalkstein (Typ Famosa S) bei Schupbach
- Steedener Rot bei Steeden
- Unica A bei Villmar
- Weibshohl bei Runkel
- Wirbelau-Marmor bei Wirbelau

## Naturdenkmal Steinbruch Unica und Lahn-Marmor-Museum

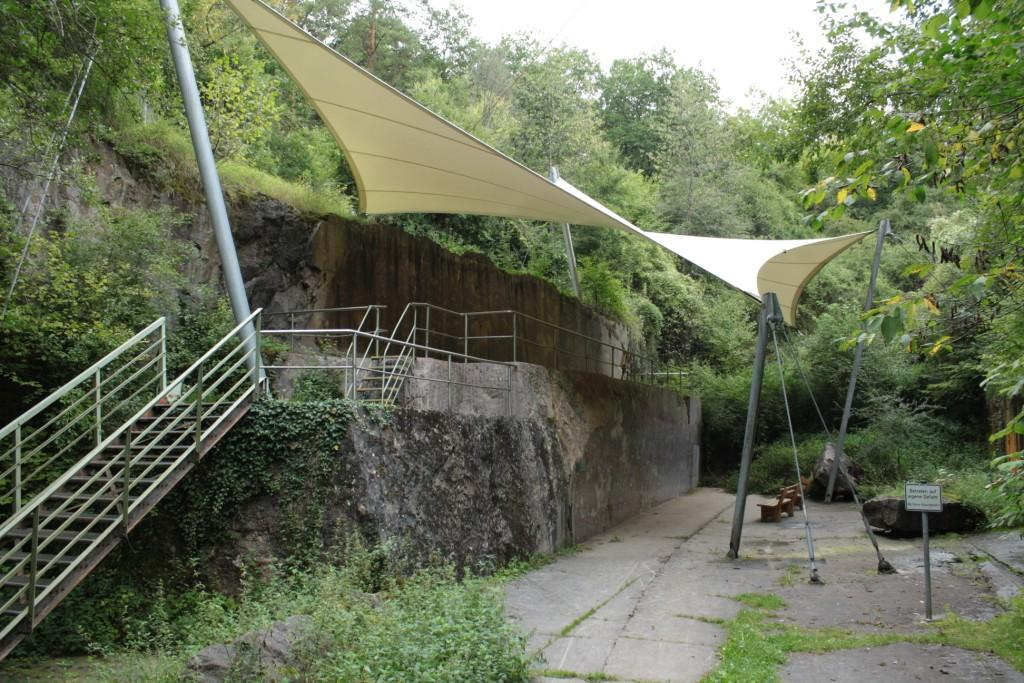
Beispiel von kulturgeologischer Aktivität: Der Steinbruch Unica im Abbaufortschritt um 1970 (später drei Wände poliert und seit 2001 mit Zeltdach geschützt)

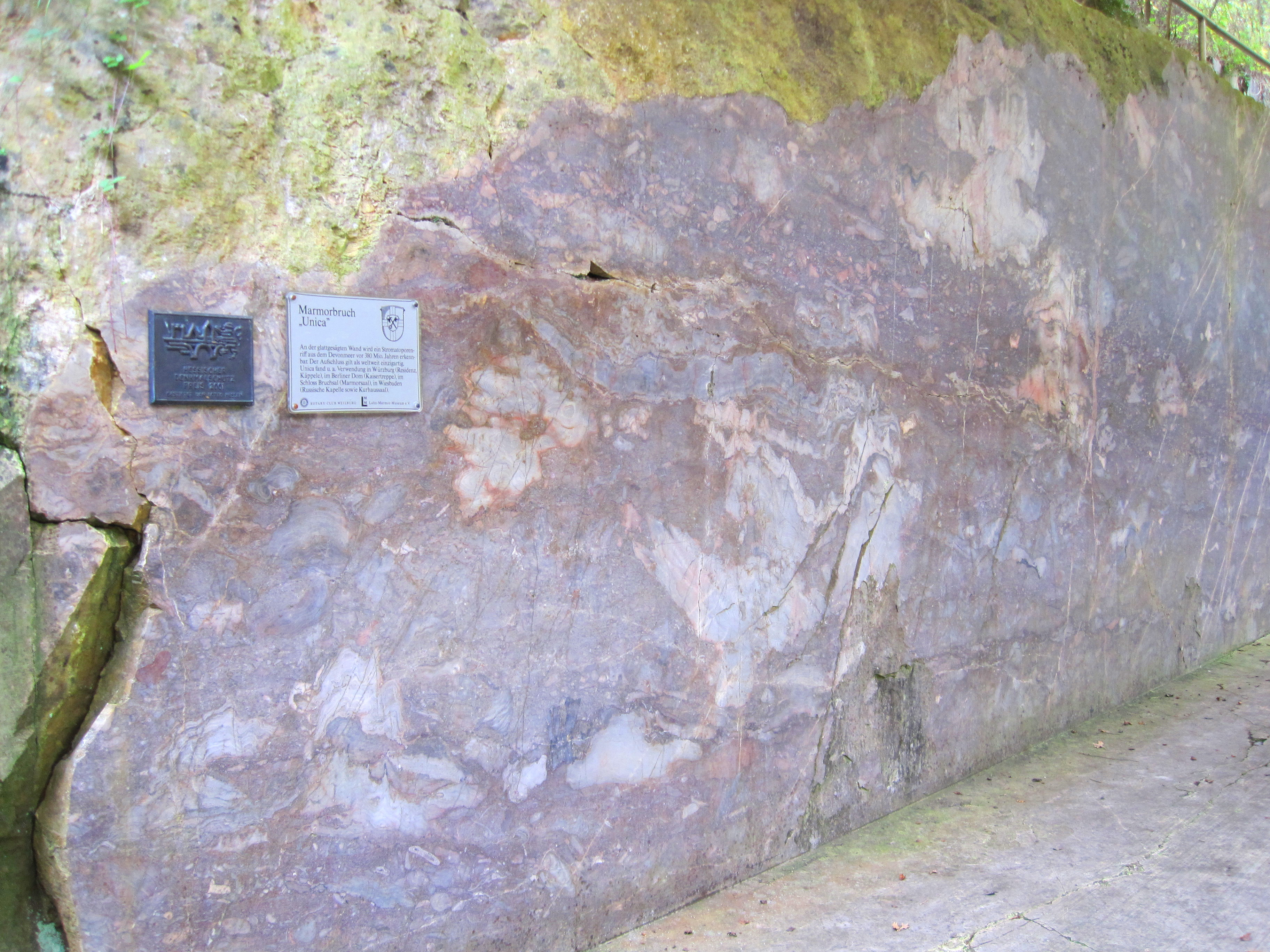
Polierte Abbauwand mit Plakette des Hessischen Denkmalschutzpreises 2001 und Informationstafel

Der Unica-Bruch in Villmar ist der einzige von über einhundert ehemals betriebenen Lahnsteinbrüchen, der zugänglich ist. In diesem aufgelassenen Steinbruch der Nassauischen Marmorwerke Dykerhoff & Neumann steht überwiegend roter Lahnmarmor (Unica A) an, der mit Seilsägen abgebaut wurde. Diese Methode ließ eine in zwei ausgesägte Terrassen gegliederte etwa sechs Meter hohe und 15 Meter lange Wand entstehen, die einen in dieser Form sehr seltenen dreidimensionalen Einblick in den Aufbau eines Stromatoporenriffs aus dem Devon erlaubt.
Der Gemeindesteinbruch Unica ist 1996 zum Naturdenkmal erklärt worden. 2006 gewann der Bruch den Hessischen Naturschutzpreis und fand zudem Eingang in die Liste der Nationalen Geotope. In unmittelbarer Nachbarschaft wurde 2016 der Neubau des Villmarer Lahn-Marmor-Museums eröffnet. Es zeigt die Entstehung des Lahnmarmors als Riffkalk aus dem Mitteldevon, die Geschichte und Technik des Gesteinsabbaus sowie die Verwendung des Lahnmarmors für Gebäude und Kunstwerke weltweit. Das Museum wird vom Lahn-Marmor-Museum e. V. betrieben und verfügt über eine große Sammlung von Mustern für die verschiedensten Lahnmarmor-Varietäten und ausgewählten kunstgewerblichen bzw. künstlerischen Objekten.
Steinbruch und Museum sind als Geotop bzw. Geopunkt des als Nationaler GeoPark zertifizierten Geoparks Westerwald-Lahn-Taunus ausgewiesen.